# La bravata
La bravata è un film italiano del 1977 diretto da Roberto Bianchi Montero.

## Trama
Roma. Un'organizzazione criminale con a capo Walter, che si occupa di trasferimenti di valuta all'estero, organizza l'esportazione in Svizzera di quattro miliardi di lire. Per facilitare l'espatrio della somma si serve d'una finta esportazione di tre auto Fiat 128 Coupé SL rosse, in una delle quali sono occultati i soldi. Una banda di giovani dei quartieri bene di Roma, per divertirsi, ruba il camion con le vetture. L'organizzazione criminale inizia quindi la caccia ai ragazzi, ma alla fine l'unica a godere dei soldi sarà Jeanette, furba ragazza di colore.